# Negură Bunget
Negură Bunget – rumuński zespół blackmetalowy, związany z włoską wytwórnią Code666 Records. Sami członkowie muzykę tworzoną przez Negură Bunget określają mianem transilvanian black metal. Grupa została założona na przełomie 1994 i 1995 roku w Timișoarze, przez Hupogrammosa i Negru. Nazwę tłumaczyć można jako czarny, zamglony las, co ma stanowić odzwierciedlenie nastroju, w jakim utrzymana jest muzyka zespołu. W sferze lirycznej Negură Bunget nawiązuje do tracko-rumuńskiej mitologii, folkloru oraz pięknej i surowej przyrody Transylwanii.

## Muzycy

### Obecny skład zespołu
- Ageru Pamintului –  perkusja, archaiczne instrumenty ludowe (2003-?, od 2009)
- Inia Dinia –  klawisze (2007 – ?, od 2009)
- Corb –  śpiew, gitary (od 2009)
- Spin – gitary (od 2009)
- Gadinet – gitara basowa (od 2009)

### Byli członkowie zespołu
- Negru (Pharmakeya Peporomenee) – bębny, perkusja, archaiczne instrumenty ludowe (1994-2017 (zmarł))
- Hupogrammos Disciple – gitary, śpiew, klawisze, archaiczne instrumenty ludowe (1994–2009)
- Sol Faur Spurcatu – gitary, śpiew (1997 – 2009)

 Dodatkowi muzycy koncertowi 
- Ermit (Ursu) – gitara basowa (od 2000)
- Ager (Agerul Pamantului) – bębny, archaiczne instrumenty ludowe (od 2004)
- Iedera – klawisze (od 2005)

## Dyskografia
- 1995 – From Transilvanian Forests, Demo
- 1996 – Zîrnindu-să
- 1998 – Sala Molksa
- 2000 – Măiastru Sfetnic
- 2002 – 'N Crugu Bradului
- 2004 – Negura Bunget Box
- 2005 – Inarborat Kosmos, EP
- 2006 – Om
- 2010 – Măiestrit
- 2010 – Vîrstele Pamîntului
- 2011 – Poartã De Dincolo, EP
- 2015 – Tău
- 2016 – Zi
- 2021 – Zău[1]